# Château d'Athis
Le château d'Athis est un château français situé dans la commune d'Athis-Mons, en pays Hurepoix, dans le département de l'Essonne et la région Île-de-France, à seize kilomètres au sud-est de Paris.

## Situation
| \| Localisation du château d'Athis dans l'Essonne. · Château d'Athis \| Localisation du château d'Athis dans l'Essonne. |
| Localisation du château d'Athis dans l'Essonne. · Château d'Athis                                                       |

Le château d'Athis est implanté dans l'actuel centre-ville de la commune d'Athis-Mons, sur la rive gauche de la Seine et le versant ouest de la vallée, au centre d'un parc de douze hectares actuellement occupé par les installations scolaires.

## Histoire
Le château fut construit à l'emplacement de l'ancienne demeure seigneuriale du XVe siècle par la famille de La Brousse au XVIIe siècle. En 1743 il fut vendu à Louise Anne de Bourbon dite Mademoiselle de Charolais qui fit abattre la ferme seigneuriale pour installer la cour d'honneur et remanier le parc à la française. En 1865, le château fut vendu à la confrérie des pères de la Compagnie de Jésus qui y établit une école préparatoire à Polytechnique et Saint-Cyr. En 1881, ils cédèrent le domaine à la famille Chodron de Courcel. Le 19 octobre 1928, le château est inscrit au titre des monuments historiques. En 1946 s'y installa le groupe scolaire Saint-Charles d'Athis-Mons.

## Architecture

### Le château (conservé)
Le château est construit selon un plan classique, un corps central en pierre de taille avec un rez-de-chaussée et deux niveaux dont un mansardé avec sept baies vitrées par niveau, dominé par un fronton pyramidal au centre percé d'un oculus, encadré par deux lucarnes. Le bâtiment est complété par deux ailes rectangulaires à deux baies et un corps de logis sur la façade méridionale. Des communes encadrent la cour d'honneur, ceux de la rive sud étant agrémentés de deux tourelles. La cour est fermée par un portail en demi-lune encadré par deux pavillons. Une vaste chapelle complète la construction au nord.

### Le pavillon octogone édifié pour Louis XV (détruit)
"Il y avait peu d'habitations aux environs de Paris aussi magnifiques et aussi bien tenues que l'était Athis : cette réputation de magnificence et la manière dont on vivait dans cette maison de plaisance, firent désirer à Louis XV de la connaître. Il fit avertir en conséquence M. de M.... qu'il viendrait faire halte à Athis en allant chasser dans la forêt de Sénard. M. de M., pour reçevoir dignement le Roi, fit construire au bout de l'avenue du château un pavillon octogone, qui fut bâti dans quarante jours, et où déjeuna le quarante-unième, le Roi et toute sa suite. Ce Monarque témoignât depuis à madame de Villequier et à son père, dans toutes les occasions qui se présentèrent, combien il avait été sensible à cette galanterie.
Ce pavillon, qui renfermait les meubles et les ornemens les plus riches et les plus précieux, fut pillé, saccagé et détruit à l'époque où l'on brûla tous les châteaux, et l'on n'en voit plus aujourd'hui que les fondations".

## Jardin

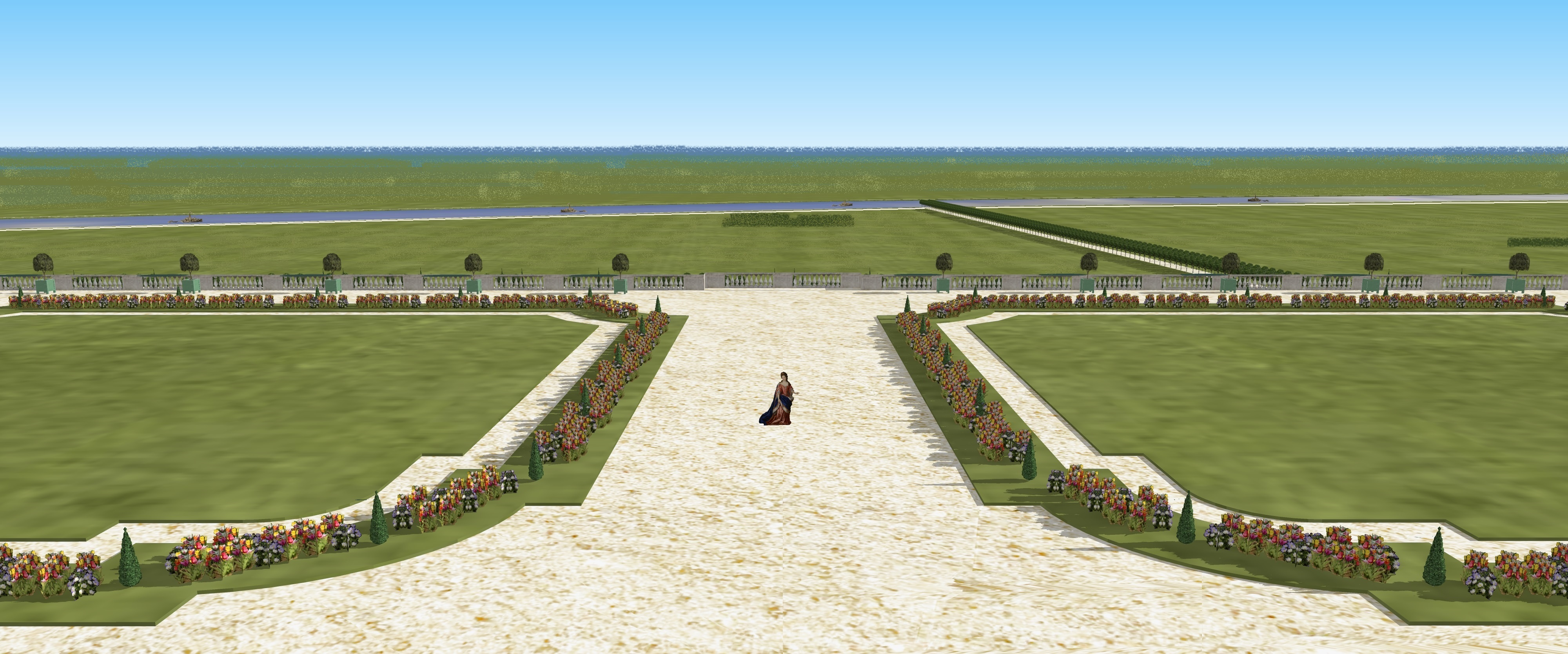
Schéma de la vue depuis le premier étage du château d'Athis sur le parterre et la Seine, XVIIIe siècle

Les jardins du château d'Athis étaient aménagés sur le coteau, au moyen de terrasses parallèles, qui offraient des points de vues saisissants sur la Seine, comme au château de Juvisy tout proche, situé un peu plus au sud.
De longues allées ombragées ou avec des petits arbustes offraient des allées et venues pour la promenade. Le décor de fond - c'est-à-dire une vue exceptionnelle sur les lointains - rivalisait sans peine avec les plus belles vues possibles, par exemple celle que l'on avait depuis la terrasse des jardins du château d'Epône. Cette vue exceptionnelle, qui offrait une Nature triomphante, où l'Art n'avait que peu de choses à dire, était sans conteste l'attrait le plus fort des jardins du château d'Athis.

## Galerie

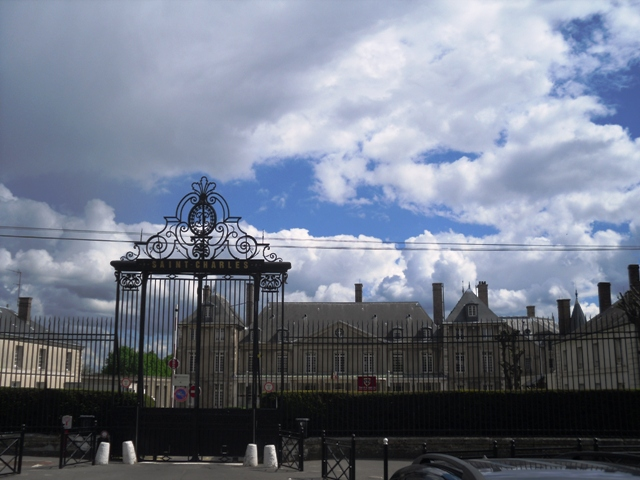
La grille d'entrée.
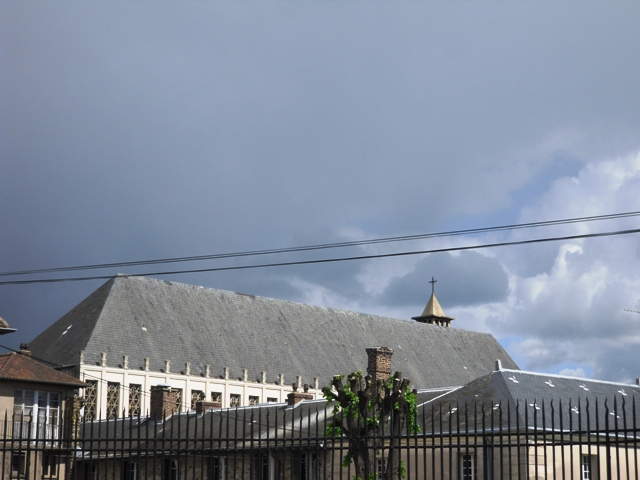
Vue sur la chapelle Saint-Charles.
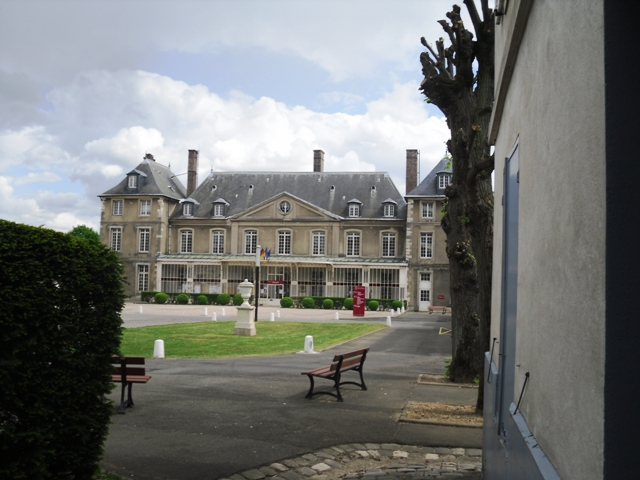
Façade du château
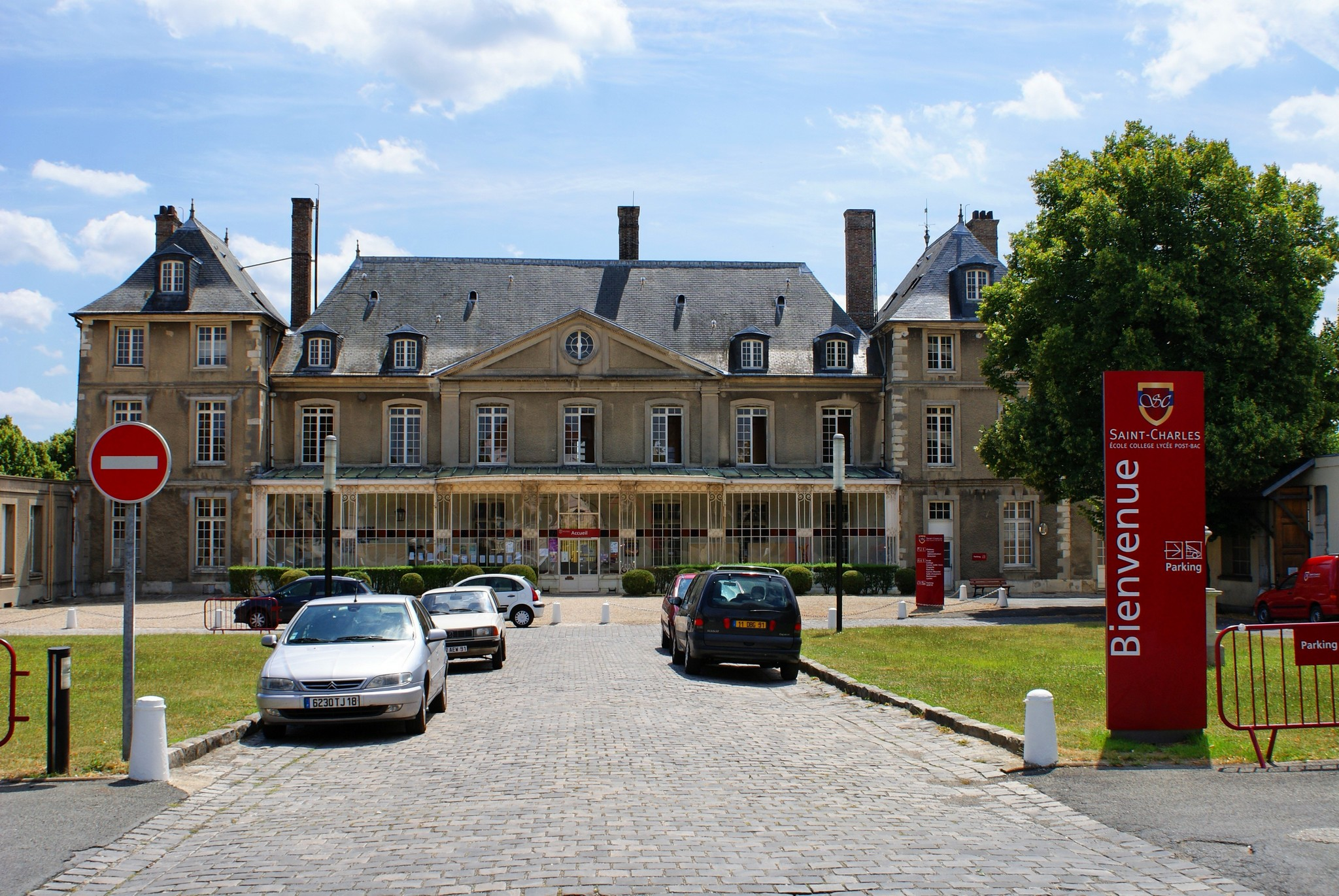
Façade du château

## Pour approfondir